# Kawaii Monster
Kawaii Monster ist das neunte Studioalbum der US-amerikanischen Band Blood on the Dance Floor. Es erschien am 31. Oktober 2017.

## Hintergründe
Kawaii Monster ist das erste Studioalbum von Blood on the Dance Floor, das seit der Neugründung der Band im Frühjahr 2017 veröffentlicht wurde. Nach dem Ausstieg Jayy von Monroes im Jahre 2016 beschloss Dahvie Vanity zunächst, das Musikprojekt zu beenden und sich seiner Solokarriere zu widmen. Dieses Vorhaben änderte sich jedoch, als er Fallon Vendetta als neue Leadsängerin an seiner Seite einstellte. Mit dieser kollaborierte der Musiker bereits zuvor auf dem zweiten Sinners-are-Winners-Album The Invocation.
Sämtliche Titel auf Kawaii Monster wurden von den beiden Bandmitgliedern selbst geschrieben sowie von Noah Buchanan produziert. Als Gastmusiker sind Brat Rack und Jennifer Hill zu hören. Die Vision der Interpreten war es, ein Album zu kreieren, das die Atmosphäre und das Gefühl der älteren drei Blood on the Dance Floor-Alben Epic, All the Rage!! und (R)Evolution wieder einfängt. Vanity sprach dabei davon, die bereits bekannten Lieder nicht nur für das neue Bandmitglied zu adaptieren, sondern eine neue, erweiterte Version von ihnen zu erschaffen. Vendetta hob hervor, dass das Album voller Kontraste steckt, und sowohl viel Dunkelheit, als auch viel Licht beinhalten würde, sodass sich die Komponenten letztlich ausgleichen. Dies spiegelt sich auch im Albumtitel wider.
Kawaii Monster wurde in zwei Versionen veröffentlicht. Die reguläre, ausschließlich digital erhältliche Edition beinhaltet 14 Tracks, während die limitierte CD-Ausgabe des Werkes, welche nur über die Website der Gruppe bestellbar war, noch eine Neuaufnahme des Titels Ringleader enthält. Besagter physischer Ausgabe lag außerdem ein Reissue des Blood on the Dance Floor-Debütalbums Let’s Start a Riot! bei, welches auch separat als Download erschien.
Aus dem Album wurden sieben Singles ausgekoppelt: Resurrection Spell, Love Like Voodoo, Six Feet Under, Yo Ho 2: Pirate Life, Ghosting, Destroy und Kawaii Monster.

## Musik und Texte
Kawaii Monster ist großteils verschiedenen Subgenres der elektronischen Popmusik zuzuordnen. Durch schnelle, stampfende Kickdrums, einfache, einprägsame Synthesizermelodien sowie einen Wechsel zwischen gerappten Strophen und gesungenen Refrains entsprechen einige Lieder dem Eurodance bzw. dem Eurobeat. Wieder andere Titel wurden melodischer und weicher komponiert und produziert, während die Gesangsspur mit viel Hall versehen ist, was einen Synthiepop-Klang erzeugt. Einen gänzlichen Stilbruch stellt das Lied You are Enough dar, welches im Countrystil gehalten ist und vorwiegend auf organische Instrumente setzt.
Inhaltlich decken die Titel ein breites Spektrum an Motiven ab. So gibt es teilweise nachdenkliche und reflexive Texte, die sich unter anderem mit toxischen Beziehungen, falschen Freunden oder sozialen Medien auseinandersetzen. Allerdings treten auch humorvolle Lieder auf, die Novelty Songs ähneln und Themen wie Piraten, Kaffee oder Ghosting behandeln. Durch mehrere Tracks zieht sich zudem eine gewisse Horror-Ästhetik.
Über das gesamte Album sind Anspielungen an frühere Blood on the Dance Floor-Lieder verteilt. Diese reichen vom Einbau von Zitaten und Liedtiteln in die neuen Texte über thematische Überschneidungen und gemeinsame stilistische Merkmale bis hin zur Übernahme ganzer Songstrukturen. Das Titellied von Kawaii Monster übernimmt beispielsweise als Sample den Textauszug "It's alive!" aus dem Film Frankenstein, der bereits im Track Frankenstein + the Bride Verwendung fand, und zitiert in einer Zeile der ersten Strophe den Refrain von I'm a Monster. Love Like Voodoo, welches die Motive Hexerei und Liebe mischt, ist als inhaltliche Fortsetzung zu Bewitched konzipiert. Ghosting hingegen orientiert sich musikalisch stark an dem Lied Sexting, sodass beide Songs annähernd das gleiche Tempo, ähnlich klingende Synthesizer und einen identen Aufbau besitzen.

## Covergestaltung
Das Cover zu Kawaii Monster zeigt Dahvie Vanity und Fallon Vendetta vor einem blauen Hintergrund stehend, welcher ein Muster aus mit Okkultismus assoziierten Bildern (unter anderem Kristallkugeln, Bücher mit Pentagrammen oder Teile eines Ouijabrettes) aufweist. Mittig im oberen Bereich sind deutlich zwei diagonale, parallele rote Linien aufgemalt. Vanity steht links im Bild und trägt ein schwarzes T-Shirt, ein Nieten-Halsband und ein Geweih. Vendetta ist rechts im Bild zu sehen. Sie hat eine schwarze Bluse mit weißen Spitzen sowie ein einfarbig schwarzes Halsband an. Ihre Haare ziert ein Blumengesteck, während ihre Fingernägel schwarz lackiert sind und spitz zulaufen. In der unteren Hälfte des Bildes steht in großen, magentafarbenen Lettern der Name der Band; darunter deutlich kleiner in zwei unterschiedlichen Schriftarten der Albumtitel, wobei das Wort "Kawaii" in Rosa und das Wort "Monster" in Lila gehalten ist. Ersteres ist, wie auch der Bandname, so stilisiert, dass es verlaufender Farbe ähnelt.
Dahvie Vanity hält auf dem Motiv einen gelben Gegenstand in der Hand, welcher von den Logos und dem Körper Fallon Vendettas nahezu gänzlich verdeckt ist. Auf einem Promo-Foto zum Album in anderer Pose kann man jedoch erkennen, dass es sich dabei um eine Kettensäge handelt.

## Titelliste
| Nr. | Titel                                                | Länge |
| --- | ---------------------------------------------------- | ----- |
| 1.  | The Reunion                                          | 2:20  |
| 2.  | Resurrection Spell (feat. Brat Rack & Jennifer Hill) | 5:28  |
| 3.  | Kawaii Monster                                       | 3:40  |
| 4.  | You are Enough                                       | 5:10  |
| 5.  | Love Like Voodoo                                     | 4:16  |
| 6.  | Ghosting                                             | 3:51  |
| 7.  | The Coffee Song                                      | 4:01  |
| 8.  | Anti Social Media                                    | 4:02  |
| 9.  | Phone Home                                           | 3:43  |
| 10. | Destroy                                              | 5:44  |
| 11. | Yo Ho 2: Pirate Life                                 | 3:53  |
| 12. | Light My Way                                         | 3:46  |
| 13. | Six Feet Under                                       | 5:22  |
| 14. | The Departing                                        | 2:01  |

| Nr. | Titel                                                | Länge |
| --- | ---------------------------------------------------- | ----- |
| 1.  | The Reunion                                          | 2:20  |
| 2.  | Resurrection Spell (feat. Brat Rack & Jennifer Hill) | 5:28  |
| 3.  | Kawaii Monster                                       | 3:40  |
| 4.  | You are Enough                                       | 5:10  |
| 5.  | Love Like Voodoo                                     | 4:16  |
| 6.  | Ghosting                                             | 3:51  |
| 7.  | The Coffee Song                                      | 4:01  |
| 8.  | Anti Social Media                                    | 4:02  |
| 9.  | Phone Home                                           | 3:43  |
| 10. | Destroy                                              | 5:44  |
| 11. | Yo Ho 2: Pirate Life                                 | 3:53  |
| 12. | Light My Way                                         | 3:46  |
| 13. | Six Feet Under                                       | 5:22  |
| 14. | The Departing                                        | 2:01  |
| 15. | Ringleader (with Fallon Vendetta)                    | 4:18  |

## Erfolg
Kawaii Monster konnte sich weltweit nicht in den Charts beweisen.